# Indochinesischer Kongress
Der 1936–1937 geplante, aber letzten Endes verbotene Indochinesische Kongress (vietn. Đông Dương Đại hội) war ein erfolgloser Versuch, die französische Kolonialherrschaft in Indochina von unten aus zu reformieren. 

## Hintergrund: Front populaire und Kolonialreform

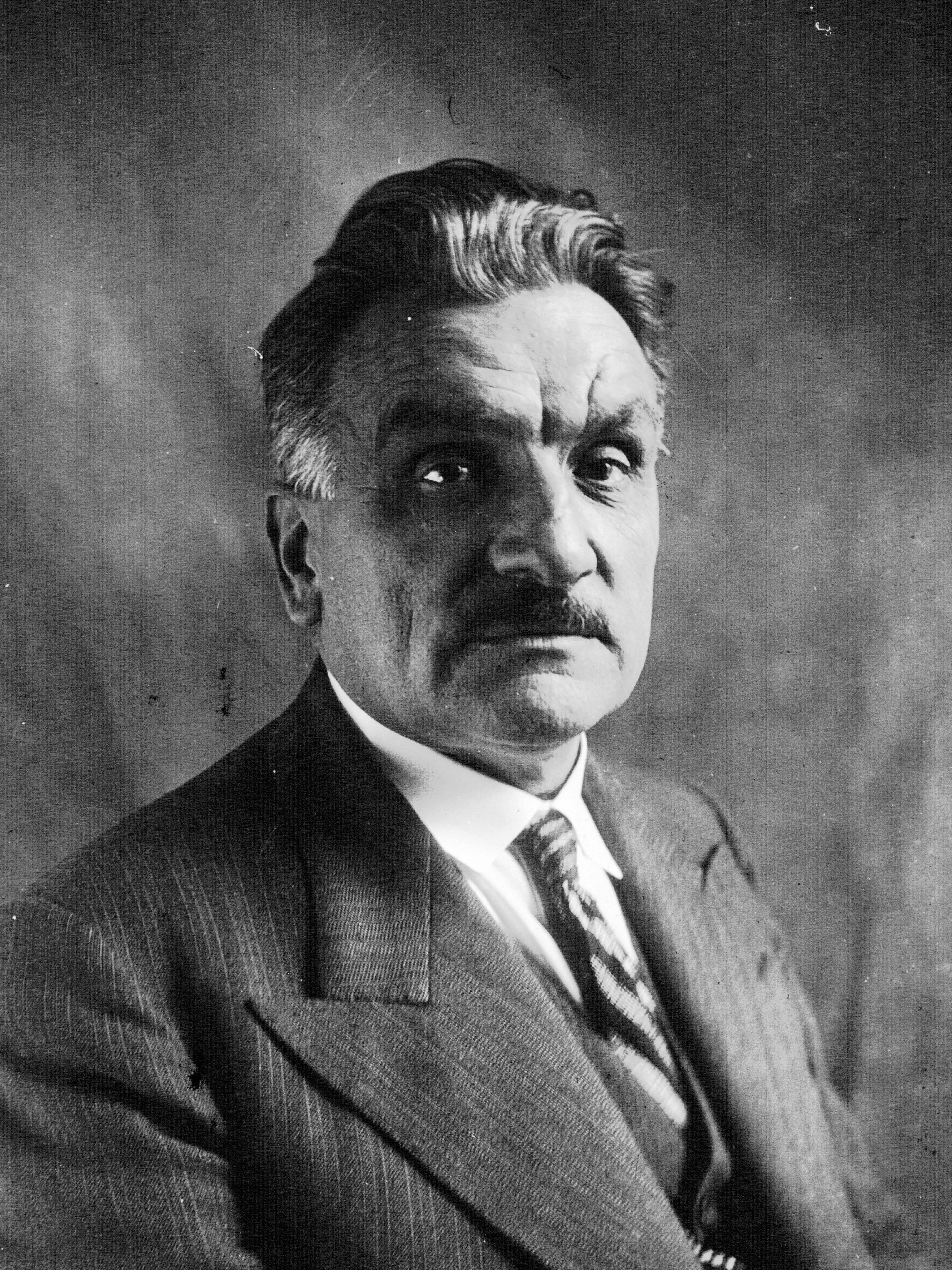
Der Sozialist Marius Moutet setzte sich als Kolonialminister der Front-populaire-Regierung für eine Reform in Indochina ein.

Als im Mai 1936 das linke Parteienbündnis Front populaire unter Léon Blum die Wahl in Frankreich gewann, weckte dies in Indochina die Hoffnungen der vietnamesischen Nationalbewegung; insbesondere da mit dem SFIO-Politiker Marius Moutet ein bekannter Kritiker der französischen Kolonialherrschaftsmethoden zum Leiter des Kolonialministeriums ernannt wurde. Zwar waren auch die Mitglieder der Front populaire mit großer Mehrheit für den Fortbestand der französischen Herrschaft in Übersee, stellten aber eine Reform des repressiven kolonialen Verwaltungsapparats sowie innere Autonomie in Aussicht.
Die Hoffnungen der Vietnamesen schienen sich zu erfüllen, nachdem das Moutet-Ministerium im Juni 1936 eine weitreichende Amnestie aussprach und im gesamten Kolonialreich tausende politische Gefangene freiließ. Allein in den vietnamesischen Gebieten (Tonkin, Annam, Cochinchina) wurden 2028 Häftlinge entlassen, davon galten 1352 offiziell als politische Gefangene. Mehrheitlich handelte es sich hierbei um Vietnamesen, die als tatsächliche oder mutmaßliche Beteiligte der Aufstände 1930/31 inhaftiert worden waren. Moutet ließ des Weiteren die Haftbedingungen in den Gefängnissen verbessern, Dossiers der Kolonialpolizei für ungültig erklären sowie einheimische Geschworene in den lokalen Gerichten einsetzen. Generalgouverneur René Robin protestierte gegen diese Maßnahmen, wurde aber wenig später durch den liberaleren Jules Brévié ersetzt.

## Indochinesische Kongressbewegung

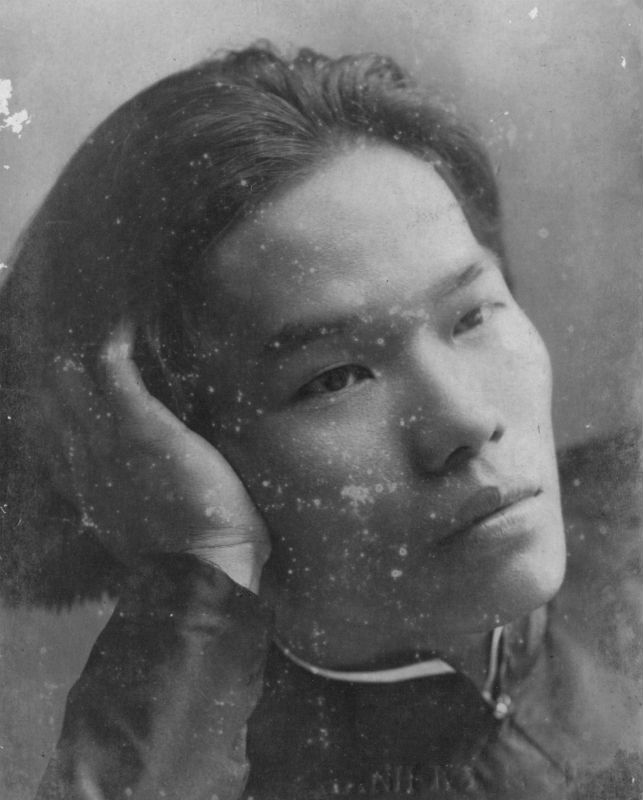
Der Journalist Nguyễn An Ninh, Initiator der Kongressbewegung

Am 29. Juli veröffentlichte der antikoloniale Saigoner Journalist Nguyễn An Ninh in der trotzkistischen Zeitung La Lutte einen Artikel, in dem er vorschlug, eine neue repräsentative Vertretung der Bevölkerung Indochinas (also primär der Vietnamesen) zu schaffen. Diese Organisation – der Indochinesische Kongress – sollte zunächst in einer Art Petition die Missstände der Kolonialherrschaft auflisten und anschließend mit der französischen Regierung über politische Reformen verhandeln. Im Sinne einer basisdemokratischen Volksversammlung sollte dabei jeder Vietnamese die Möglichkeit haben, sich direkt zu beteiligen. Der Vorschlag wurde von nahezu allen vietnamesischen Gruppierungen begeistert aufgenommen und löste in Cochinchina (zu diesem Zeitpunkt das Zentrum vietnamesischer politischer Aktivität) eine politische Massenbewegung aus. Diese Indochinesische Kongressbewegung (viet. Phong trào Đại hội Đông Dương) oder Indochinesische Demokratische Bewegung (Phong trào Dân chủ Đông Dương) entwickelte sich in kurzer Zeit zur herausragendsten legalen organisierten Bewegung in der kolonialen Geschichte Vietnams.
Die Hauptakteure waren die Indochinesische Kommunistische Partei sowie die Trotzkisten, die zu diesem Zeitpunkt noch miteinander kooperierten. Daneben beteiligten sich unter anderem auch die bürgerlich-nationalliberale Konstitutionalistische Partei und sogar einige lokale Ortsverbände der französischen SFIO.
Gemäß ihrem basisdemokratischen Anspruch setzte die Kongressbewegung auf der Graswurzelebene an und errichtete sogenannte „Aktionskomitees“ in Dörfern, Stadtvierteln, Schulen und Fabriken in ganz Cochinchina – ein Novum, war doch bisher politische Beteiligung eine Sache der städtischen Elite. Innerhalb von zwei Monaten entstanden 600 solcher Komitees, im März 1937 waren es schätzungsweise bis zu 1000. Jedes Komitee sollte lokale Probleme und Verbesserungsmöglichkeiten definieren sowie Vertreter für den Kongress auswählen, diente aber auch als allgemeines Diskussionsforum über die politische Zukunft Indochinas. Etwa ein Viertel der Mitglieder der Aktionskomitees waren zuvor freigelassene Gefangene. Ungefähr 450.000 Kopien von 200 verschiedenen politischen Flugblättern wurden gedruckt und verteilt, daneben setzten die Komitees auch auf Theaterstücke, um der häufig analphabetischen Landbevölkerung ihre Ziele näher zu bringen.
In den folgenden Monaten weitete sich die Kongressbewegung nach Norden aus, ab Herbst 1936 existierte auch eine Sektion in Tonkin unter Trần Huy Liệu (dem Herausgeber von Le Travail) sowie in Annam unter dem ehemaligen Gefangenen Nguyễn Khoa Văn. Erstmals in der Kolonialzeit arbeiteten damit Vietnamesen aus allen Landesteilen organisiert zusammen.

## Kommunistische Unterwanderung und Verbot
Moutets Kolonialministerium stand den vietnamesischen Reformvorschlägen zunächst wohlwollend gegenüber und tolerierte die Bewegung. Nach mehreren Monaten wurde jedoch deutlich, dass die Kommunisten die dominierende Kraft hinter der Bewegung waren und die Aktionskomitees für ihre eigenen Zwecke unterwandert hatten. 
Die Kommunistische Partei umfasste in Cochinchina zu diesem Zeitpunkt zwei Organisationsformen: eine in der Öffentlichkeit gemäßigt auftretende, legale Gruppe unter Nguyễn Văn Tạo und Dương Bạch Mai, die mit den Trotzkisten und Konstitutionalisten in der Kongressbewegung zusammenarbeitete, sowie eine Untergrundorganisation (geführt von Lê Hồng Phong, Nguyễn Thị Minh Khai und Hà Huy Tập), die aus der Illegalität heraus zum bewaffneten revolutionären Kampf gegen die Kolonialmacht aufrief.
Nachdem klar wurde, dass dieser radikale Flügel der Kommunistischen Partei die Aktionskomitees beherrschte, zog sich die Konstitutionalistische Partei aus der Kongressbewegung zurück. Im September 1936 verkündete Moutet daraufhin, dass keine Untersuchungskommission der französischen Regierung nach Indochina kommen würde (lediglich der ehemalige Arbeitsminister Justin Godard wurde im Januar 1937 entsandt) und somit jegliche Arbeit der Kongressbewegung einzustellen sei. Die Kommunisten ignorierten dieses Verbot und schufen weiterhin neue Aktionskomitees im Untergrund. Im Frühjahr 1937 sah sich Moutet schließlich gezwungen, die Kolonialbehörden anzuweisen aktiv gegen die Kongressbewegung vorzugehen und deren Strukturen zu zerschlagen. Viele Führungspersönlichkeiten der Bewegung kamen (erneut) ins Gefängnis, darunter auch der – an der Radikalisierung unbeteiligte – Initiator, der Journalist Nguyễn An Ninh.
Letzten Endes hatte lediglich die Indochinesische Kommunistische Partei von der Kongressbewegung profitiert, da sie viele der Aktionskomitees als Untergrundzellen übernommen und somit ihren Einfluss in den ländlichen Gebieten deutlich ausgebaut hatte. Sowohl die französischen Sozialisten als auch die gemäßigten Reformkräfte in Vietnam hatten hingegen stark an Glaubwürdigkeit eingebüßt. Die Trotzkisten – durch die neuen Verhaftungen geschwächt – verloren in den folgenden Jahren zunehmend an Einfluss, nachdem die Kommunistische Partei ab Mitte 1937 auf Druck Moskaus jegliche Zusammenarbeit einstellte. 
Ab 1939 verschärfte die liberale Regierung Daladier die Repressionsmaßnahmen in Indochina deutlich und ließ mittels umfangreicher Razzien den Großteil der kommunistischen Führung festnehmen, was als endgültiges Scheitern der Bewegung in Cochinchina gelten kann. Die Kommunisten initiierten zwar noch Ende 1940 den Nam-Kỳ-Aufstand, der aber innerhalb weniger Wochen zusammenbrach. Auch wenn einige der ehemaligen Aktionskomitees bis 1945 Bestand hatten und dann den Kommunisten während der Augustrevolution von großen Nutzen waren, so hatte doch die Kommunistische Partei im Süden ihre Basis größtenteils verloren. Als neue dominierende Massenorganisationen entwickelten sich in Cochinchina stattdessen die Cao-Đài- und Hòa-Hảo-Sekten.